# Tachina inquilina
Tachina inquilina är en tvåvingeart som beskrevs av Walker 1853. Tachina inquilina ingår i släktet Tachina och familjen parasitflugor. Inga underarter finns listade i Catalogue of Life.